# Eloy de Jong

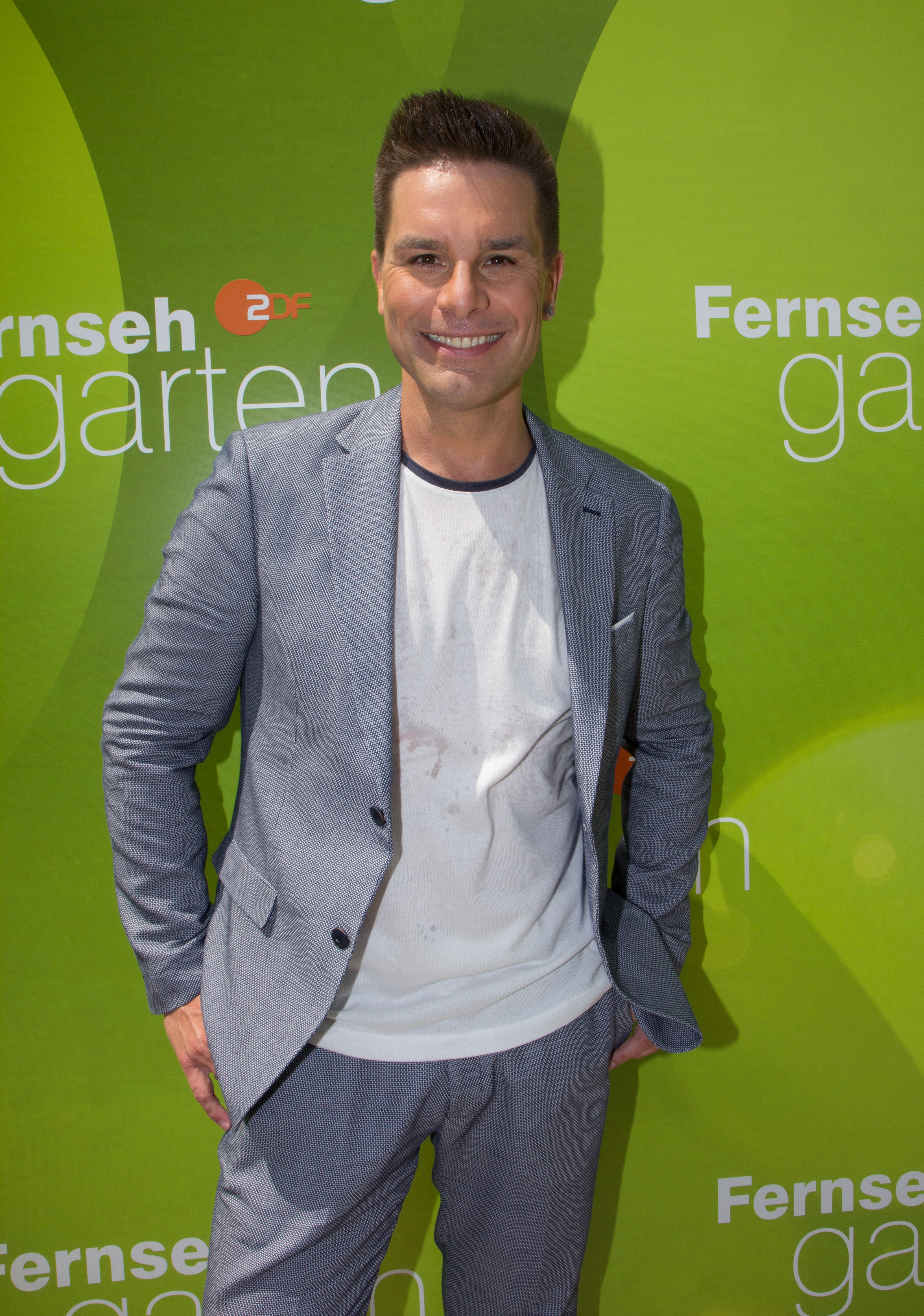
Eloy de Jong (2018)

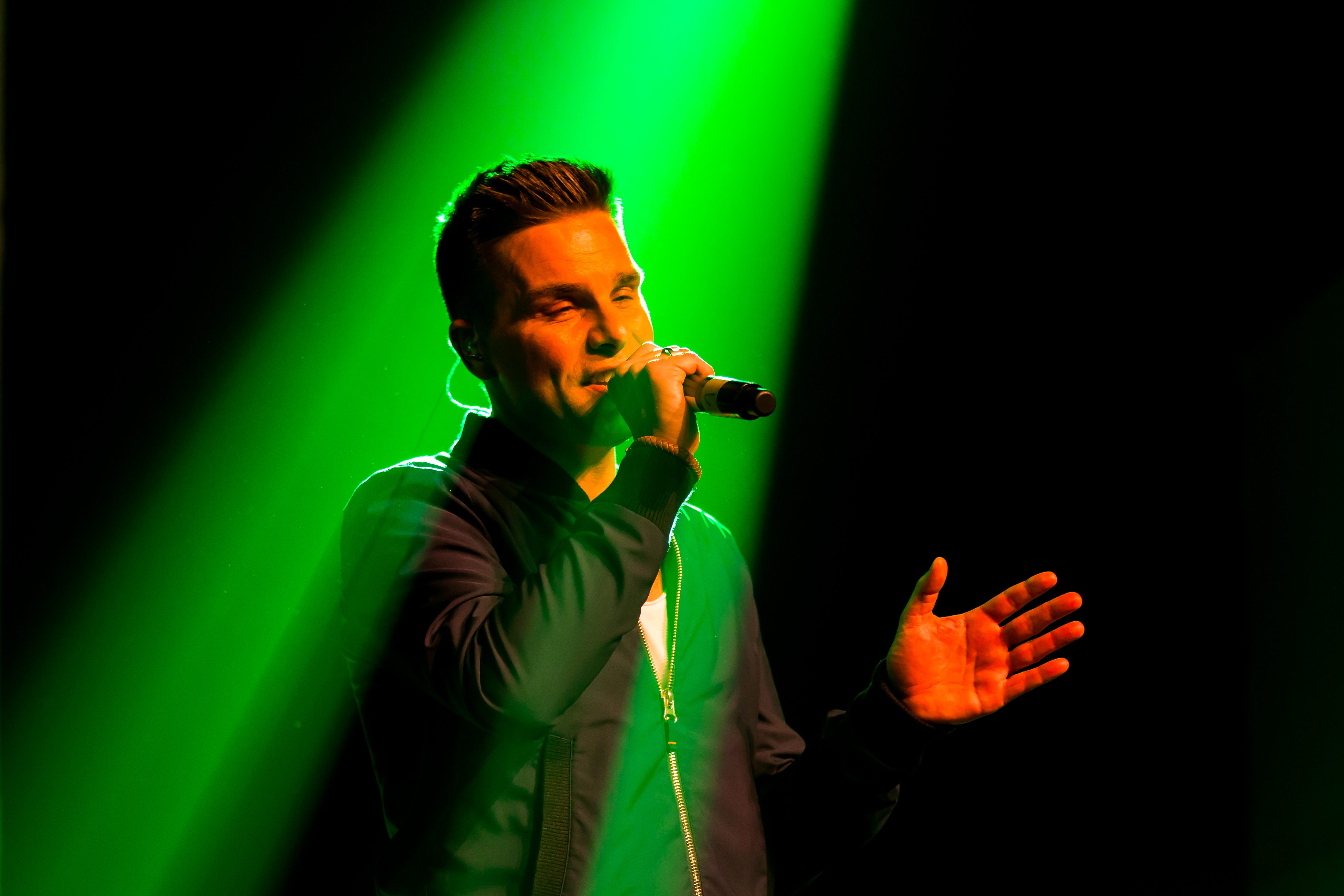
Eloy de Jong (2015)

Eloy de Jong (* 13. März 1973 in Den Haag, bürgerlich: Eugène François Gilbert Maurice Charles Prospèr de Jong) ist ein niederländischer Pop- und Schlagersänger und Moderator. Bekannt wurde er Anfang der 1990er Jahre als Mitglied der britisch-niederländischen Boygroup Caught in the Act. 2004 gelang ihm ein Comeback als Solosänger. 2018 erreichte er mit seinem deutschsprachigen Album Platz 1 der deutschen Albumcharts.

## Leben
Als Jugendlicher war Eloy de Jong niederländischer Jugendmeister in den Lateinamerikanischen Tänzen. 1993 ging er erfolgreich aus dem vom Produzenten Cees van Leeuwen veranstalteten Casting hervor, bei dem die Boygroup Caught in the Act zusammengestellt wurde. Nach deren anfänglichen Misserfolgen gelang der Band nach einem Auftritt in der RTL-Seifenoper Gute Zeiten, schlechte Zeiten im November 1994 der Durchbruch in den Niederlanden und in Deutschland. Bis 1998 platzierte die Band drei Alben in den deutschen Top Ten und verkaufte mehr als 20 Millionen Tonträger. Nach einem Abschiedskonzert am 16. August 1998 in Magdeburg trennte sich die Band.
Im Sommer 1999 geriet de Jong wieder ins Blickfeld der Öffentlichkeit, als er und sein Freund, der irische Sänger Stephen Gately (Boyzone), sich als erste Mitglieder von Boybands als homosexuell outeten. 2002 trennten sich die Wege der beiden. Anschließend war De Jong eine Zeit lang mit dem Moderator Carlo Boszhard liiert.

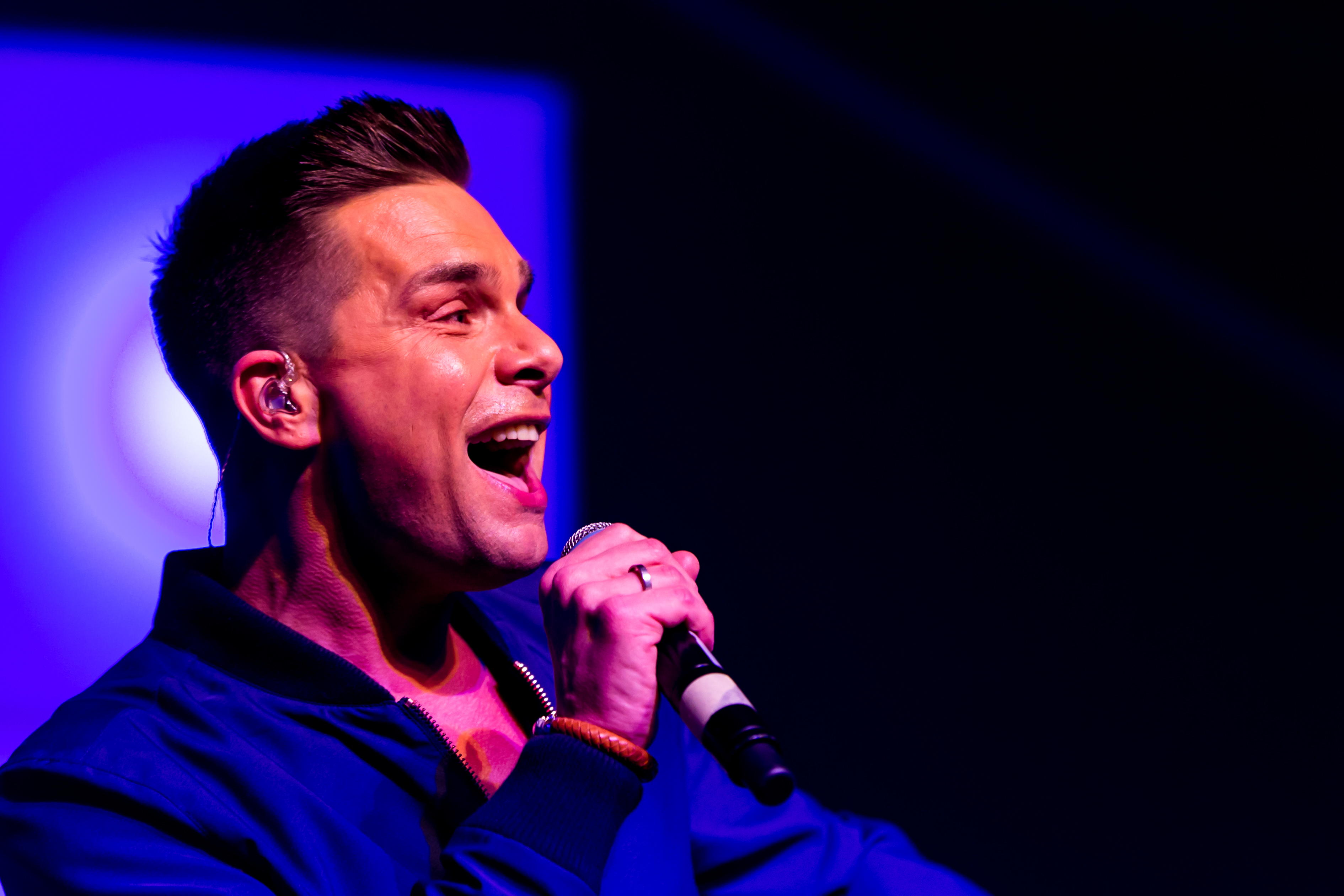
Eloy de Jong (2015)

2004 startete de Jong seine Karriere als Solosänger und landete in seiner Heimat mit der Single Angel In Disguise einen kleineren Hit.
Am 5. Oktober 2008 war er in der VOX-Sendung Das perfekte Promi-Dinner zusammen mit Oswalt Kolle, Ellen ten Damme und Fabrice Morvan zu sehen. Er gewann auch diesen Wettbewerb.
Seit 2014 war de Jong als Solokünstler in Deutschland unterwegs. Ende 2015 kam es dann zum Comeback von Caught in the Act vor einem Millionenpublikum am Brandenburger Tor in der Silvestersendung des ZDF. Gemeinsam mit seinen Kollegen Lee Baxter und Bastiaan Ragas veröffentlichte er das Greatest Hits-Album Back for Love sowie eine gleichnamige Single. Mit Caught in the Act trat Eloy de Jong in vielen TV-Sendungen auf, so ZDF-Fernsehgarten, Willkommen bei Carmen Nebel, Volle Kanne. Ende 2016 waren sie mit ihrer Love is everywhere-Tour in ganz Deutschland unterwegs. Im August 2017 veröffentlichte die Band ihre neue Single Celebration of Love. Außerdem tritt die Band auf großen Festivals deutschlandweit auf. Ende dieses Jahres ging Caught in the Act wieder auf Tour mit zwei großen Shows in Berlin und Bochum – die „Celebration of Love“-Tour.
De Jong gründete vor einigen Jahren eine Familie und er und sein Partner wurden Väter einer Tochter und eines Sohnes, wobei Letzterer jedoch bei der Geburt verstarb. Das Mädchen wächst mit zwei Vätern und seiner Mutter auf, nach dem Modell einer Co-Elternschaft.
Mitte August 2017 nahm er an der fünften Staffel von Promi Big Brother teil. Anschließend veröffentlichte Eloy de Jong Ende August seine erste deutschsprachige Single Regenbogen. Am 17. März 2018 stellte er seine zweite Single Egal was andere sagen in der Silbereisen-Show Heimlich! – Große Schlager-Überraschung vor. Sie ist eine deutsche Version von Boyzones No Matter What und ist seinem ehemaligen Partner Stephen Gately gewidmet, der an dem Tag des Auftritts seinen 42. Geburtstag gehabt hätte. Mit seinem Schlageralbum Kopf aus – Herz an stieg er Mitte Juni in Deutschland und Österreich auf Platz 2 der Charts ein. Kurz darauf einigte er sich, nach einer Unterlassungsklage, mit der deutschen Rockband Eloy außergerichtlich und darf aufgrund von Verwechselungsgefahr seinen Vornamen nicht mehr als Künstlernamen verwenden. Im September 2018 war Eloy de Jong als Kandidat von Fort Boyard zu sehen.
Zu Gunsten seiner Solo-Karriere gab Eloy de Jong im März 2019 seinen Ausstieg bei Caught in the Act bekannt. Im November 2019 moderierte Eloy de Jong zusammen mit Beatrice Egli vier Ausgaben der RTLplus-Sendung Ich find Schlager toll.
Im Januar 2022 nahm de Jong als „Maximum Power“ an der Pro-Sieben-Show The Masked Dancer teil und belegte den fünften Platz.

## Diskografie

### Studioalben
| Jahr | Titel                         | Höchstplatzierung, Gesamtwochen, AuszeichnungChartplatzierungen (Jahr, Titel, Platzierungen, Wochen, Auszeichnungen, Anmerkungen) | Höchstplatzierung, Gesamtwochen, AuszeichnungChartplatzierungen (Jahr, Titel, Platzierungen, Wochen, Auszeichnungen, Anmerkungen) | Höchstplatzierung, Gesamtwochen, AuszeichnungChartplatzierungen (Jahr, Titel, Platzierungen, Wochen, Auszeichnungen, Anmerkungen) | Anmerkungen                              |
| Jahr | Titel                         | DE | AT | CH | Anmerkungen                              |
| ---- | ----------------------------- | --- | --- | --- | ---------------------------------------- |
| 2018 | Kopf aus – Herz an            | DE1 Platin · (53 Wo.)DE | AT2 Gold · (45 Wo.)AT | CH10 (20 Wo.)CH | Erstveröffentlichung: 1. Juni 2018       |
| 2020 | Auf das Leben – fertig – los! | DE2 (9 Wo.)DE | AT7 (5 Wo.)AT | CH9 (3 Wo.)CH | Erstveröffentlichung: 14. August 2020    |
| 2022 | Lass das Leben Musik sein     | DE6 (6 Wo.)DE | AT16 (3 Wo.)AT | CH33 (1 Wo.)CH | Erstveröffentlichung: 16. September 2022 |
| 2025 | Stärker                       | DE8 (1 Wo.)DE | AT39 (1 Wo.)AT | — | Erstveröffentlichung: 9. Mai 2025        |

### Kompilationen
| Jahr | Titel                   | Höchstplatzierung, Gesamtwochen, AuszeichnungChartplatzierungen (Jahr, Titel, Platzierungen, Wochen, Auszeichnungen, Anmerkungen) | Höchstplatzierung, Gesamtwochen, AuszeichnungChartplatzierungen (Jahr, Titel, Platzierungen, Wochen, Auszeichnungen, Anmerkungen) | Höchstplatzierung, Gesamtwochen, AuszeichnungChartplatzierungen (Jahr, Titel, Platzierungen, Wochen, Auszeichnungen, Anmerkungen) | Anmerkungen                            |
| Jahr | Titel                   | DE | AT | CH | Anmerkungen                            |
| ---- | ----------------------- | --- | --- | --- | -------------------------------------- |
| 2023 | Viel mehr als das Beste | DE7 (2 Wo.)DE | AT16 (1 Wo.)AT | CH53 (1 Wo.)CH | Erstveröffentlichung: 13. Oktober 2023 |

### EPs
- 2022: Weihnachtszeit

### Singles
| Jahr | Titel Album                               | Höchstplatzierung, Gesamtwochen, AuszeichnungChartplatzierungen (Jahr, Titel, Album, Platzierungen, Wochen, Auszeichnungen, Anmerkungen) | Höchstplatzierung, Gesamtwochen, AuszeichnungChartplatzierungen (Jahr, Titel, Album, Platzierungen, Wochen, Auszeichnungen, Anmerkungen) | Anmerkungen                            |
| Jahr | Titel Album                               | AT | NL | Anmerkungen                            |
| ---- | ----------------------------------------- | --- | --- | -------------------------------------- |
| 2004 | Angel in Disguise Viel mehr als das Beste | — | NL42 (6 Wo.)NL | Erstveröffentlichung: 19. Oktober 2004 |
| 2018 | Egal was andere sagen Kopf aus – Herz an  | AT67 (1 Wo.)AT | — | Erstveröffentlichung: 2018             |

Weitere Singles
- 2017: Regenbogen
- 2018: Schritt für Schritt
- 2018: Liebe kann so weh tun (mit Marianne Rosenberg)
- 2018: An deiner Seite
- 2019: Kopf aus, Herz an ... und tanz! Samba
- 2019: Dieses Lied (Herzstück Amazon Original)
- 2020: Solange wir uns haben
- 2020: Barfuß im Regen
- 2020: Bist du’s oder bist du’s nicht (mit Beatrice Egli)
- 2020: Hand in Hand (als Teil der Hand in Hand All Stars)
- 2021: Immer für dich da (Goldfänger-Mix)
- 2022: Ich sage ja (You Raise Me Up)
- 2023: Immer wieder wir
- 2023: Für immer jung (Original: Alphaville)
- 2023: Love is Everywhere (Original: Caught in the Act)
- 2023: Viel mehr als das Beste (mit Ross Antony)
- 2024: Hätt ich noch einen Tag
- 2025: Diamanten wie Glas
- 2025: Einfach alles
- 2025: Grenzenlos frei
- 2025: Erinnerung

## Auszeichnungen
- Die Eins der Besten
  - 2019: in der Kategorie „Newcomer des Jahres“

- smago! Award
  - 2019: in der Kategorie „Senkrechtstarter des Jahres“

## Buchveröffentlichungen
- Eloy de Jong: Egal was andere sagen: Autobiografie. Edel Books, 2020, ISBN 978-3-8419-0707-3.